# Hotter than Hell Tour (Dua Lipa)

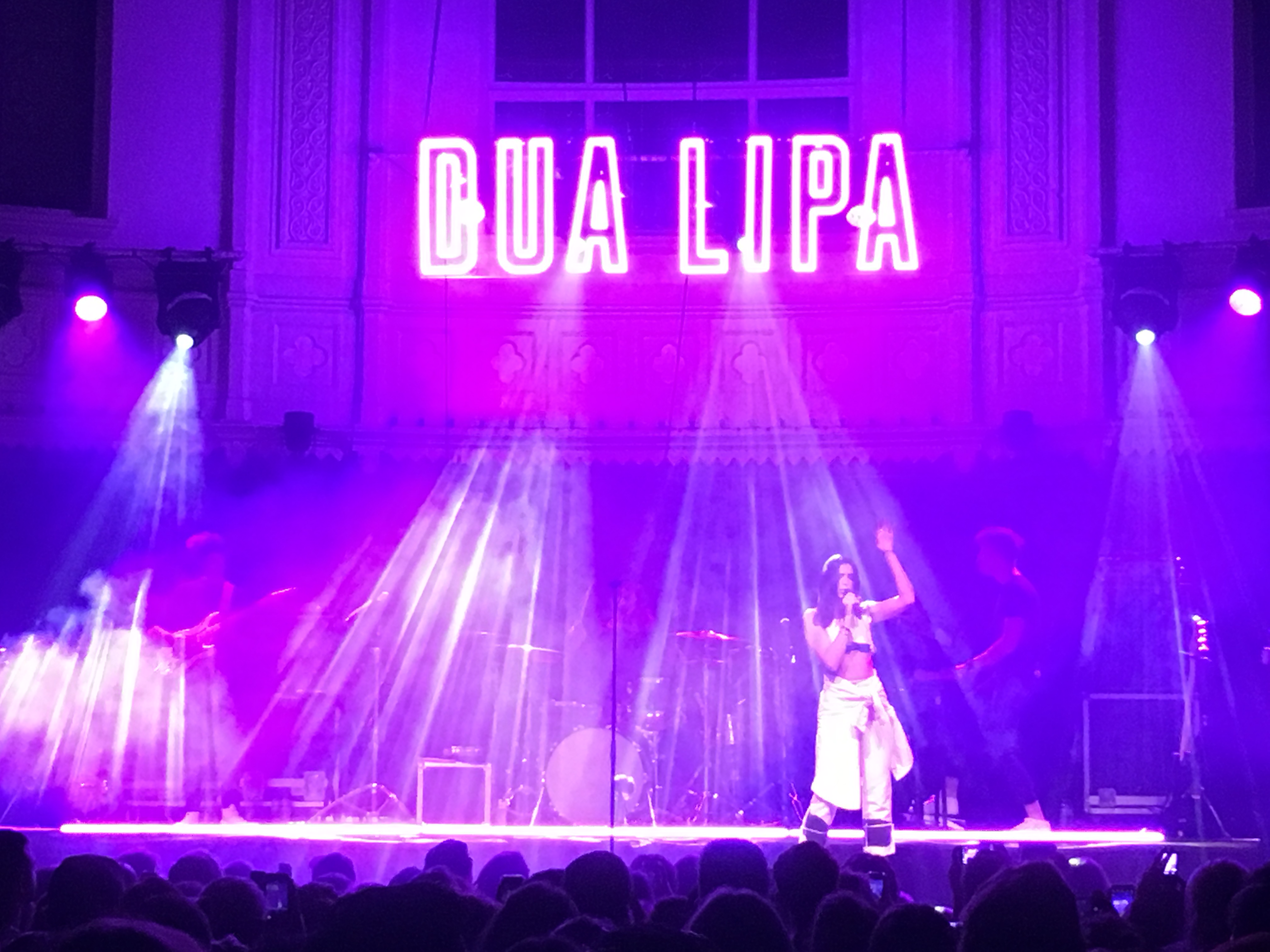
Dua Lipa tijdens de Hotter than Hell Tour in de grote zaal van Paradiso, Amsterdam.

De Hotter Than Hell Tour is de eerste officiële concert tour van de Britse zangeres Dua Lipa. De tour ging van start op 5 oktober 2016 in Dublin en eindigde in Birmingham op 2 december 2016.

## Achtergrond
Op 10 mei 2016 publiceerde de Britse zangeres haar tour dates online. Enkele weken later volgden nog data voor de Hotter Than Hell Tour. Met deze tour speelde Dua Lipa haar eerste solo show in België, dit in de Ancienne Belgique te Brussel. De show van Birmingham was origineel voor 9 oktober, maar werd later verplaatst naar december. Hare Squead verzorgde het voorprogramma.

## Setlist
1. "Last Dance"
2. "Dreams"
3. "Bad Together"
4. "Room For 2"
5. "Blow Your Mind (Mwah)"
6. "Want To"
7. "Thinking 'Bout You"
8. "New Love"
9. "Running"
10. "Genesis"
11. "Be the One"

Encore
1. "For Julian"
2. "Hotter than Hell"

## Shows
| Datum           | Land                | Stad       | Locatie              |
| Europa          | Europa              | Europa     | Europa               |
| --------------- | ------------------- | ---------- | -------------------- |
| 5 oktober 2016  | Ierland             | Dublin     | Academy              |
| 7 oktober 2016  | Verenigd Koninkrijk | Manchester | Manchester Gorilla   |
| 10 oktober 2016 | Verenigd Koninkrijk | Londen     | KOKO                 |
| 14 oktober 2016 | België              | Brussel    | Ancienne Belgique    |
| 15 oktober 2016 | Nederland           | Amsterdam  | Paradiso             |
| 17 oktober 2016 | Denemarken          | Kopenhagen | Vega                 |
| 19 oktober 2016 | Duitsland           | Berlijn    | Heimathafen Neukolln |
| 20 oktober 2016 | Duitsland           | Hamburg    | Mojo Club            |
| 22 oktober 2016 | Duitsland           | Keulen     | Kantine              |
| 24 oktober 2016 | Duitsland           | Frankfurt  | Gibson               |
| 25 oktober 2016 | Duitsland           | München    | Backstage Werk       |
| 27 oktober 2016 | Italië              | Milaan     | Tunnel               |
| 2 december 2016 | Verenigd Koninkrijk | Birmingham | Institute 2          |